# Liste der Marktrichter und Bürgermeister der Stadt Rohrbach
Liste der Bürgermeister der Markt- bzw. Stadtgemeinde Rohrbach in Oberösterreich seit 1788 und der Stadtgemeinde Rohrbach-Berg seit 1. Mai 2015. Zusätzlich sind die bekannten Marktrichter seit 1307 angeführt, die bis 1788 an der Spitze der Kommunalverwaltung standen.

## Marktrichter von Rohrbach
Der erste Marktrichter ist 1307 urkundlich erwähnt. Der Marktrichter stand an der Spitze der Kommunalverwaltung und der Justiz und war somit ein Vorläufer der späteren Bürgermeister. Er wurde alle zwei Jahre, später jährlich von der Bürgerschaft gewählt und war der Verbindungsmann zwischen Bürgerschaft und Herrschaft. Dem Marktrichter zur Seite stand ein acht- oder zwölfköpfiger Rat und ein Ausschuss der Bürgerschaft. Erst seit 1630 ist die Liste der Marktrichter in Rohrbach annähernd vollständig erhalten, ältere Dokumente verschwanden oder fielen dem Feuer (Marktbrand) zum Opfer.
- 1307: Leb
- 1331: Ulreich
- 1496: Jakob
- 1496: Hannes Krennauer
- 1580: Hannes Pertzhammer
- 1630:00000 Wolf Kainzinger
- 1630–1638: Johann Heinrich Diethamayr
- 1638–1644: Michael Sixmüller
- 1644–1655: Alexander Langtzmair
- 1655–1658: Hanns Helfenberger
- 1658–1664: Hanns Stangl
- 1664–1668: Zacharias Wegerpauer
- 1668–1674: Christoph Helfenberger
- 1674–1676: Daniel Martschläger
- 1676–1684: Johannes Gruber
- 1684–1708: Carl Ludwig Geisslitzer
- 1714:00000 Georg Bock
- 1723–1730: Max Kneidinger
- 1730–1737: Johann Sebastian Kriegner
- 1737–1743: Elias Klossner
- 1743–1745: Johann Georg Grueber
- 1745–1749: Josef Ignaz Wöss
- 1749–1754: Anton Martschläger
- 1754–1760: Anton Riener
- 1760–1786: Josef Anton Pracher
- 1786–1788: Anton Vorrauer

## Bürgermeister von Rohrbach

### Bürgermeister nach der Josefinischen Verwaltungsreform
Die Josefinische Verwaltungsreform beendete 1788/89 die Tätigkeit der Stadtrichter, deren letzter in Rohrbach Johann Anton Vorrauer war, der auch erster Bürgermeister wurde.
- 1788–1795: Anton Vorrauer
- 1795–1796: Karl Gruber
- 1796–1813: Josef Mairhofer
- 1813–1815: Franz Schraml
- 1815–1820: Franz Eder
- 1820:00000 Franz Obermüller
- 1820–1828: Josef Hainer
- 1828–1833: Johann Jungwirth
- 1833–1839: Josef Poeschl
- 1839–1845: Johann Jungwirth
- 1845–1849: Alois Eder
- 1849–1850: Josef Prahleitner

### Gewählte Bürgermeister in der Monarchie
Bis zur Märzrevolution 1848 wurden die Bürgermeister nicht gewählt. 1849 erhielten Teile der Bevölkerung, abhängig vom Einkommen und Grundbesitz, das Wahlrecht. Große Teile der Bevölkerung, etwa Frauen, blieben vom Wahlrecht ausgeschlossen. Der erste von einem Bürgerausschuss (nach der Oktroyierten Märzverfassung vom 4. März 1849) gewählte Bürgermeister war Leopold Gruber.
- 1850–1854: Leopold Gruber
- 1855–1859: Matthias Bruckmüller
- 1860–1863: Leopold Gruber
- 1863–1864: Michael Leitner
- 1864–1866: Matthias Bruckmüller
- 1867–1868: Adolf Niederleithinger
- 1869:00000 Alois Eder
- 1869–1870: Georg Rosenberger
- 1870–1873: Johann Stalzer
- 1873–1879: Anton Wöss
- 1879–1882: Johann Stalzer
- 1882–1885: Alois Hönig
- 1885–1888: Georg Schiedmayr
- 1888–1890: Franz Sommer
- 1891–1897: Georg Schiedmayr
- 1897–1909: Rudolf Poeschl
- 1909–1911: Karl Bauer
- 1912–1920: Georg Gierer

### Bürgermeister in der Ersten Republik und dem Ständestaat
- 1920:00000 Josef Schreiber
- 1921–1928: Rudolf Reumüller
- 1929–1937: Heinrich Lego
- 1938:00000 Ferdinand Pfleger

### Bürgermeister während des Nationalsozialismus
- 1939–1945: Hermann Schürer

### Bürgermeister in der Zweiten Republik
- 1945–1956: Wilhelm Poeschl
- 1957–1969: Josef Mohl
- 1970–1982: Wilhelm Gruber
- 1983–1992: Josef Stöby
- 1993–2002: Josef Oyrer
- 2002–2014: Josef Hauer
- 2014–2015: Andreas Lindorfer

### Regierungskommissär	nach der Fusion mit der Gemeinde Berg
- 1. Mai – 27. September 2015: Peter Pramberger

### Bürgermeister der Stadt Rohrbach-Berg
- amtierend seit der Wahl vom 27. September 2015: Andreas Lindorfer (ÖVP)